# Crambe pritzelii
Espèce
Synonymes
- Crambe viraeana Webb ex Christ[2]

Statut de conservation UICN

 EN B1ab(iii,v)+2ab(iii,v) : En danger
Crambe pritzelii est une espèce de plantes à fleurs de la famille des Brassicaceae et du genre des Crambe.